# Луций Папирий Мугиллан (консул 444 года до н. э.)
Луций Папирий Мугиллан (лат. Lucius Papirius Mugillanus; V век до н. э.) — римский политический деятель, консул 444 года до н. э. Был избран после того, как трое военных трибунов с консульской властью сложили полномочия. Его коллегой стал Луций Семпроний Атратин. К консульскому сроку Папирия и Семпрония относится возобновление союзного договора с Ардеей.
В 443 году до н. э. оба экс-консула стали первыми в истории республики цензорами, чтобы, по словам Тита Ливия, «отправлением этой должности они восполнили ущербность своего консульства».